# Allium sewerzowii
Allium sewerzowii là một loài thực vật có hoa trong họ Amaryllidaceae. Loài này được Regel mô tả khoa học đầu tiên năm 1868.